# Eupithecia tendiculata
Eupithecia tendiculata är en fjärilsart som beskrevs av Franz Dannehl 1933. Eupithecia tendiculata ingår i släktet Eupithecia och familjen mätare. Inga underarter finns listade i Catalogue of Life.